# Торбйорн Горнклові
Торбйорн Горнклові (давньоскан. Þórbjǫrn Hornklofi) — норвезький скальд IX століття, служив при дворі Гаральда Прекрасноволосого. 
Його поезію іноді вважали сучасним джерелом інформації про короля Гаральда, хоча вона збереглася лише в набагато пізніших сагах, і існують непевності, які саме строфи його авторства. Серед всього іншого, найбільші твори, які йому приписують, це «Драпа про галас» і «Вороняча пісня». І навіть так, в цих творах він розділяє питання авторства з Тьодольвом з Квіна.
Кілька текстів саг містять біографічні натяки про Торбйорна, не приписуючи їм жодної історичної достовірності. У «Красивій шкірі» стверджується, що Торбйорн був пов'язаний із двором Гаральда з дитинства. У «Сазі про Еґіля» він також пов’язаний з пастухом на початку, у всякому разі, перед битвою біля Гафрсфйорду. Тут також сказано, що король поставив скальдів найвище серед своїх придворних і що вони мали місце прямо навпроти нього за столом; Аудунн Ільскельда, який був найстаршим, сів посередині, потім Торбйорн за ним.
Прізвисько «hornklofi» ніде не пояснюється, але його можна пов’язати з сагою «Вороняча пісня». Тут скальд дозволяє валькірії запитати у крука, і строфи, які розповідають про Гаральда Горфаґера, приписуються круку. В «Едді» Сноррі «hornklofi» згадується серед назв «ворона». Це слово також позначає інструмент, щоб тримати речі, і це, ймовірно, також лягло в основу назви, означаючи дзьоб птаха.